# 木卫六
木卫六又稱為「希瑪利亞」（Himalia），是木星的一颗自然卫星。屬於不規則衛星，也是其中最大的一顆不規則衛星，1904年12月3日，它在利克天文台被查尔斯·狄龙·珀赖因发现。 1975年，國際天文聯會将它授名为Himalia（希玛利亚）。在希腊神话中，希玛利亚是一个女神。她与宙斯有三个儿子。

## 命名
木衛六是到1975年才以希臘神話中的希玛利亚（Himalia）命名 
，在那之前木衛六就單純以木星VI（Jupiter VI）或木星衛星VI（Jupiter Satellite VI）的臨時代號稱呼。而然隨著木衛七的發現，開始出現了一些給木衛六正式名稱的聲音，因此天文學家A.C.D.克羅美林寫道
|                  | 很不幸的，木星的衛星以編號當作名稱已經不可行了，現在木星衛星的編號就像以前土星的一樣亂，而然土星的衛星現在已經改用名稱的方式，因此，本人強烈建議我們學土星衛星一樣，把號碼改成名稱，況且這樣也比較有詩意。 |
| ——A.C.D.克羅美林 | |

因此最後木衛六命名為希玛利亚，有的時候也會稱它赫斯提亞（Hestia）。

## 物理特性
木衛六的自轉週期是7小時46分鐘55±2秒。跟其他的衛星一樣，木衛六的表面呈現灰色，其中色指數B-V=0.62、V-R= 0.4，這個數值類似於C形小行星。 另外卡西尼號在木衛六發現了一個頻繁平凡無奇的電磁波譜，其吸收波長在 3 μm的地方，這個電磁波譜表示木衛六上可能有水存在，水是所有生命的基本根源，這意味着木衛六有極小的可能性有生命存在。

## 軌道特性
木卫六是希瑪利亞群之中最大的成员，因此希瑪利亞群以它的名稱命名。这个卫星群包括五个绕着木星公转的卫星。它们离木星的距离在11到13百万千米的范围之内。它们的自转轴倾斜度都在27.5度左右。木衛六的近木點9,782,900千米、遠木點13,082,000千米，而它軌道與黃道交角27.50°、軌道與木星赤道交角29.59°，符合希瑪利亞群的要求，另外它的軌道離心率0.15798
，則平均公轉速度為3.34km／s

## 探測

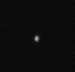
新視野號拍下的木衛六，解析度並不是很好。

在2000年，卡西尼号宇宙飞船在前往土星的路程上，拍摄到數张木卫六的照片，有些照片甚至是近從440萬公里的距離拍攝，但是那些照片的解析度都很低，而且只佔圖片的幾個像素，並没有显示出任何木卫六表面的详细情况。根據拍摄出的照片，木衛六大約有150 ± 20×120 ± 20 km，與地球上觀測的值類似。 
另外在2007年3月，要前往冥王星的新視野號也在800萬公里處拍下木衛六的照片，同樣的這些相片的解析度也很差。

## 外部連結
- Himalia Profile （英文）
- David Jewitt pages（英文）
- Scott Sheppard pages（英文）